# Pietrabissara
Pietrabissara is een plaats (frazione) in de Italiaanse gemeente Isola del Cantone.